# Церква Великомучениці Катерини (Виру)

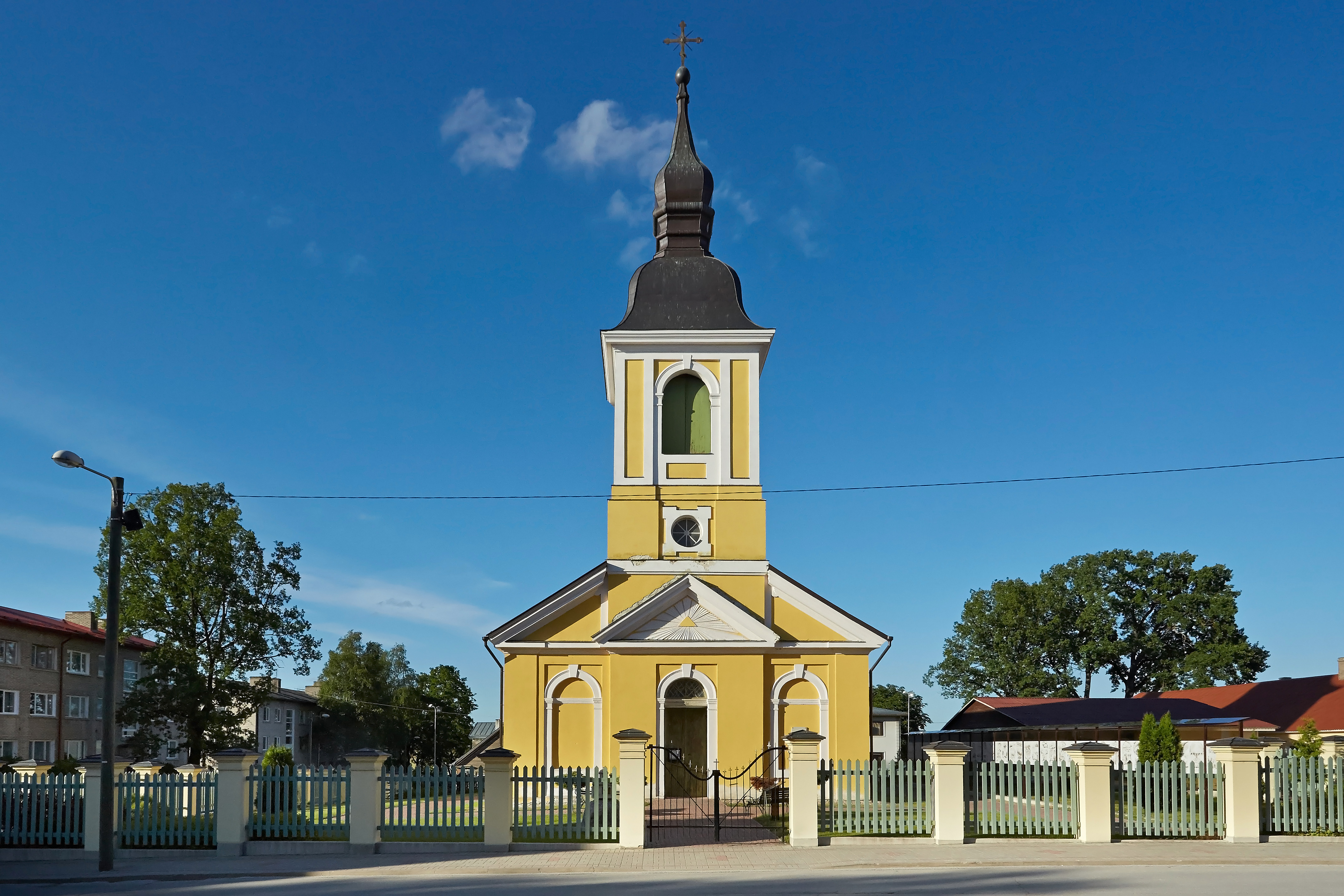
Церква Великомучениці Катерини у 2014 році

Церква Великомучениці Катерини (ест. Võru Suurkannataja Ekaterina kirik) (також Церква святої Катерини Александрійської (ест. Võru Aleksandria Püha Katariina kirik) та Катерининська церква (ест. Võru Jekateriina kirik)) — православна церква у місті Виру, яку використовує Вируська парафія Великомучениці Катерини Естонської апостольсько-православної церкви.
Розташована за адресою вул. Лембіту, 1.

## Архітектура
Церква має простий прямокутний план та масивну дзвіницю. У барабані церкви розміщено куполоподібну сиґнатурку. Аркові вікна розташовані у нішах в стінах будівлі. Церква за стилем є здебільшого ранньокласицистичною, хоча має і певні барокові елементи; також вона має два великих та два малих дзвони. 
Церква може вмістити у себе до тисячі осіб.

## Історія

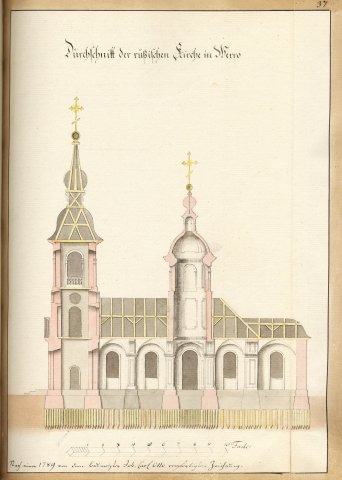
Зображення Церкви Великомучениці Катерини із колекції Йоганна Кристофа Бротце

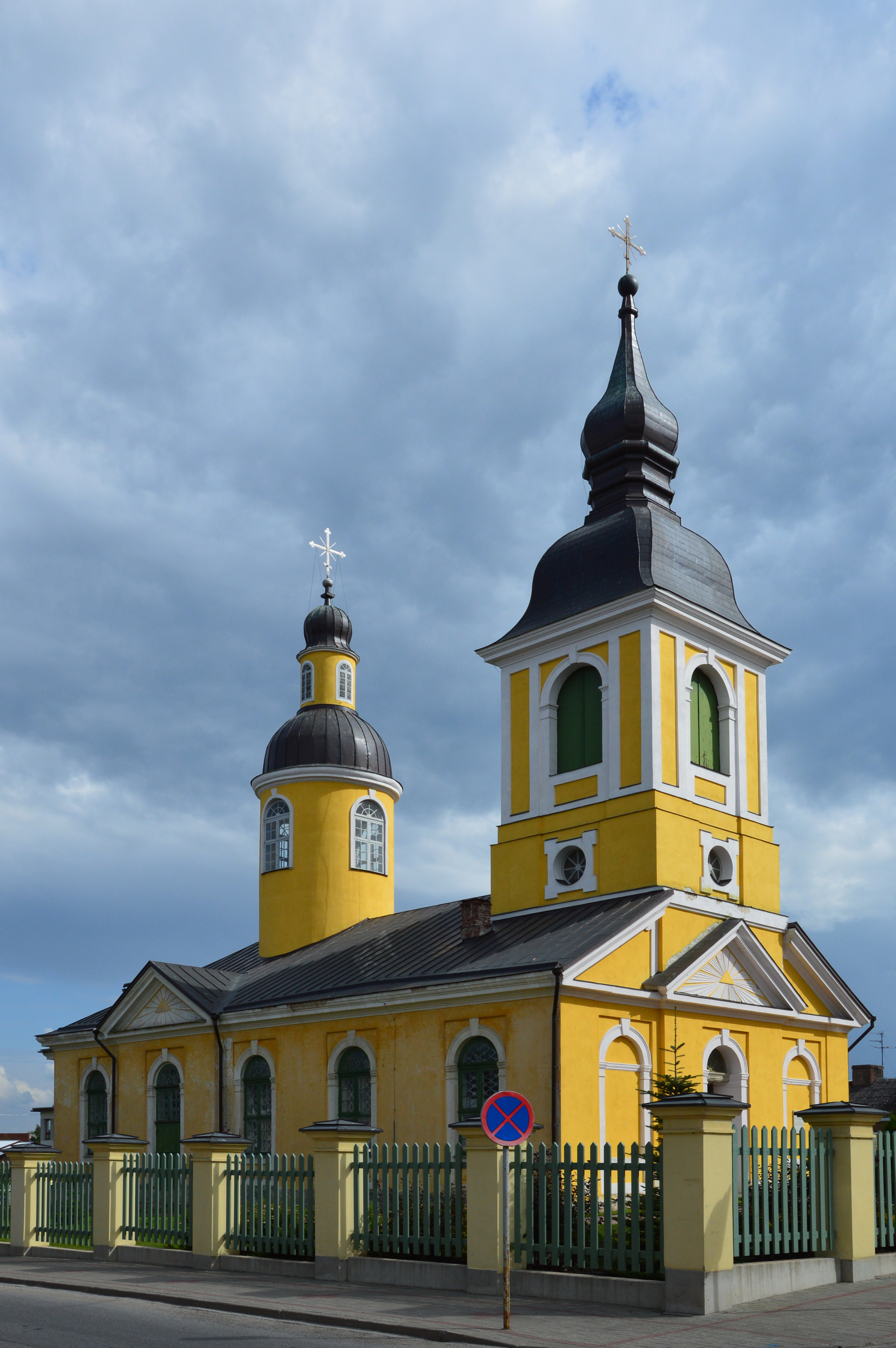
Церква Великомучениці Катерини у 2013 році

Спорудження церкви було почате у 1793 році за правління Катерини ІІ. Її спроєктував губернський архітектор Ліфляндії Маттіас Шонс, а будівельними роботами керував мешканець Виру Йоганн Карл Отто.
Освячення церкви відбулося 6 листопада (за старим стилем) 1804 року Ризьким архімандритом Бенедиктом на честь Катерини Александрійської та відтоді носить її ім'я.
Для утримання церкви держава у 1870 році надала їй будівлі, тварин, обладнання та 248 га землі мизи Виру, тим самим розширивши межі володінь церкви від озера Муст'ярв до фортеці Кірумпяа. Церква також отримала дозвіл на вилов риби в озерах Тамула і Вагула.
Церква має багато ікон та ошатно прикрашений іконостас.
У 1922 році держава забрала більшу частину церковних земель — церкві лишилися лише 72 га. У 1944 році її володіння зменшилися до 14 га, а у 1949 році була конфіскована і ця територія разом із посіяним на ній житом.
У 1933 році парафія спорудила невелику каплицю на міському цвинтарі Виру.
У вересні 1999 року реставратори знайшли у хресті ящик, що містив лист верховного священика Йоанна Єленіна від 17 липня 1854 року, де той дає огляд поширення православ'я у Вирумаа, розповідає про діячів церкви та життя у Виру. У ящику також знайшли три випуски газети «Північна Бджола» та естонський народний календар від 1854 року, абетку, надруковану в Ризі у 1848 році, три видання на православну тематику естонською мовою та 22 мідні монети. Усі ці документи були передані Музею Вирумаа.

## Духовенство
Першим священиком естонського походження у Виру був диякон Олексій Аллік, який служив у церкві у 1880–1886 рр. та пізніше став пробстом на Сааремаа.
У 1891–1921 рр. настоятелем церкви був Микола Протопопов, який служив у парафії ще з 1870 року.
У 1904–1931 рр. священиком був Йоанн Сепп, згодом підвищений до першосвященика. У 1916 році на службі у церкві перебував диякон Йоанн Рандвере, який став священиком у 1922 році та служив до 1976 року. Літньому священику допомагали диякон Семеон Айм та кістер Аугуст Іва. У 1976 році священиком парафії став ігумен Антоній (Касекюлі), за чиєю ініціативою у церкві відбувся перший ремонт — були замінені дах та підлоги, будівля церкви була оштукатурена та пофарбована як всередині, так і ззовні; ремонт загалом тривав сім років та був важким для парафії через великі витрати. З 18 листопада 1991 року священиком парафії був Рафаель Гінрікус, зараз на цій посаді перебуває Стефан Фрайман.